# Best of 2Pac Part 2: Life
A Best of 2Pac Part 2: Life a 2007. december 4-én megjelent lemezpáros második része. Az albumon található 11 számból 9-et már megtalálhattunk az előadó régebbi lemezein, mint a Loyal to the Game-en, vagy épp az Until the End of Time-on. A másik két számból az egyik (Dopefiend's Diner) egy 1989-ből származó kiadatlan szám, a másik pedig (Thugz Mansion) egy új remix változata a már kiadott számnak. Az album november 30-án, 4 nappal a megjelenés előtt kikerült az Internetre.

## Számok[1]
- 01. Definition Of A Thug Nigga
- 02. Still Ballin' (Nitty Remix) (közreműködő: Trick Daddy)
- 03. Until the End of Time (RP Remix) (közreműködő: Richard Page)
- 04. Never Call You Bitch Again (közreműködő: Tyrese)
- 05. They Don't Give A Fuck About Us (közreműködő: Outlawz)
- 06. Keep Ya Head Up
- 07. Ghetto Gospel (közreműködő: Elton John)
- 08. Brenda's Got A Baby
- 09. Thugz Mansion (Eredeti 3 versszakos mix)
- 11. When I Get Free (közreműködő: J. Valentine)
- 11. Dopefiend’s Diner (közreműködő: Jessi Salinaz)